# Populacija (biologija)
Populacija je v biologiji skupina organizmov iste vrste, ki zasedajo nek prostor v nekem času. Populacije organizmov, ki se razmnožujejo spolno, lahko delimo v manjše lokalne populacije ali deme oz. skupine organizmov, ki se med seboj parijo. Dem je najmanjša enota za skupino organizmov, sestavljajo jo posamezni osebki. Tako koncept dema kot same populacije nista natančno opredeljiva - časovne in prostorske meje populacije pogosto ne moremo natančno določiti, zato je meja v praksi postavljena arbitrarno glede na namen preučevanja. Tako lahko opisujemo populacijo živalske vrste v nekem habitatu (npr. na enem travniku), naravno definiranem (npr. alpska populacija gamsa), ali umetno omejenem geografskem območju (npr. populacija divjega petelina v Triglavskem narodnem parku).
Težave nastanejo tudi pri organizmih, ki se razmnožujejo nespolno s poganjki. Tako je denimo pri travah in glivah v praksi nemogoče določiti, kje se konča en osebek in začne drugi. Nadaljnji problem so rastline, ki tvorijo ogromne združbe brez očitnih meja, kot so gozdovi pritlikave smreke (Picea glauca), ki poraščajo ozemlje od Nove Fundlandije do Aljaske. Glede na kriterij izmenjave genetskega materiala ne tvorijo enotne populacije, vendar tudi verjetnosti za križanje ni mogoče izmeriti in določiti ožjih meja. Zadnja bistvena omejitev koncepta populacije je, da opisuje skupino organizmov bolj ali manj ločeno od okolja in upošteva le interakcije, ki so enostavno določljive, s tem pa zelo poenostavlja dejansko stanje.
Populacija je kljub tem omejitvam pomemben koncept v ekologiji. Odnos populacij do okolja preučuje posebna veja ekologije, imenovana demekologija (oz. populacijska ekologija), njihovo genetsko sestavo pa populacijska genetika. Eden od osnovnih principov teorije evolucije je, da dejavniki iz okolja in interakcije znotraj populacije delujejo kot selekcijski pritiski na osebke, ki populacijo sestavljajo. Tako se z naravno selekcijo populacije razvijajo. V skrajnem primeru se geografsko ločene populacije razvijejo v samostojne vrste, ali izumrejo, v primeru da se ne morejo prilagoditi spremenjenim dejavnikom okolja.
Beseda populacija se pogosto uporablja v ožjem pomenu za skupino ljudi, ki živijo v nekem času na nekem prostoru, največkrat znotraj političnih mej (npr. populacija Slovenije, populacija Azije itd.).
Populacije se običajno deli na dva tipa, pri čemer delitev temelji na rodnosti in umrljivosti v posamični populaciji. Tako poznamo izvorne populacije, kjer je rodnost populacije večja od umrljivosti. Hkrati obstajajo tako imenovane ponorne populacije, kjer je večja umrljivost.

## Opisovanje populacije
Populacijo lahko opišemo z naslednjimi osnovnimi lastnostmi:
- številčnost ali abundanca: število vseh osebkov v populaciji
- areal: območje, ki ga populacija zaseda
- rodnost: povečanje števila osebkov z rojstvi
- smrtnost: zmanjšanje števila osebkov s smrtmi
- imigracija: premikanje osebkov v območje, ki ga zaseda populacija
- emigracija: premikanje osebkov iz območja, ki ga zaseda populacija

Pojava imigracije in emigracije ločujeta dva osnovna tipa populacije. Kadar se osebki ne premikajo izven meja območja, ki ga zaseda populacija, pravimo, da je populacija zaprta. Pri odprti populaciji pa prihaja do prehajanja osebkov med sosednjimi populacijami in s tem do izmenjave genov.
Iz naštetih osnovnih lastnosti izhajajo še nekatere sekundarne lastnosti:
- gostota: število osebkov na enoto površine ali prostornine
- starostna struktura
- spolna struktura (pri populacijah organizmov, ki imajo ločene spole): delež obeh spolov
- prostorska porazdelitev osebkov ali disperzija: trije osnovni tipi porazdelitve so enakomerna, naključna in skupinska

Metode za opisovanje populacije dajo kvantitativno (številčno) oceno teh parametrov. V zadnjih 70 letih so z izboljševanjem natančnosti in zanesljivosti postale te metode pomembno orodje za oceno stanja naravnih populacij organizmov, predvsem v kontekstu vpliva človeka na okolje.